# لادا ۲۸۳۲
سیارک ۲۸۳۲ (به انگلیسی: 2832 Lada، نامگذاری:1975EC1) دو هزار و هشتصد و سی و دومین سیارک کشف شده‌است که در ۶ مارس ۱۹۷۵ کشف شد.
قدر مطلق سیارک برابر ۱۲٫۶۰ است.